# Оукланд Сити (Индијана)
Оукланд Сити (енгл. Oakland City) град је у америчкој савезној држави Индијана.

## Демографија
По попису из 2010. године број становника је 2.429, што је 159 (-6,1%) становника мање него 2000. године.
| Група             | 2000.         | 2010.         |
| Белци             | 2.500 (96,6%) | 2.333 (96,0%) |
| Афроамериканци    | 19 (0,7%)     | 10 (0,4%)     |
| Азијати           | 13 (0,5%)     | 14 (0,6%)     |
| Хиспаноамериканци | 40 (1,5%)     | 48 (2,0%)     |
| Укупно            | 2.588         | 2.429         |